# Buraq

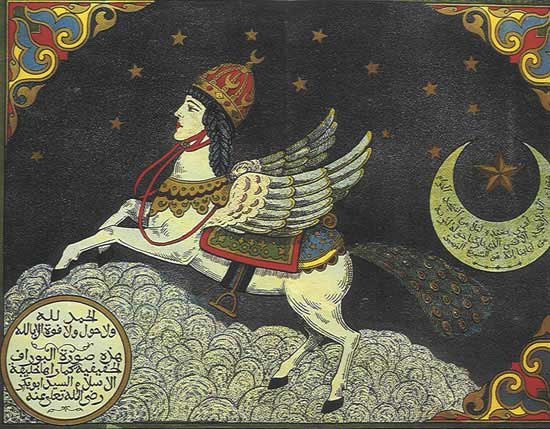
Buraq pe o reproducere a unei miniaturi mogule din secolul al XVII-lea

Al-Burāq (în arabă البُراقالبُراق al-Burāq sau /ælˈbɔːræk/ „fulger”) este un armăsar din mitologia islamică, o creatură din ceruri care i-a transportat pe profeți. Buraq l-a dus pe profetul islamic Mahomed de la Mecca la Ierusalim și înapoi în timpul Isra și Mi'raj sau „Călătoriei de noapte”, așa cum relatează poveștile hadit.

## Etimologie
Potrivit Encyclopædia Iranica, „Boraq” este forma arabizată a cuvântului persan *barāg sau *bārag, ce înseamnă „munte, fiară călărită” (în persana modernă bāra). Poveștile islamice tradiționale susțin că numele este derivat din cuvântul arab برق (barq), care înseamnă „fulger”.

## Descriere
Calul Buraq este portretizat aproape întotdeauna în artele persană, indiană și din Orientul Apropiat ca având o față umană, deși nu există mențiuni cu privire la aspectul său umanoid în literatura islamică timpurie sau hadit. Aceasta reprezentare își are originea în traducerea și interpretarea greșită din arabă în persană a textelor și poveștilor care-l descriu pe armăsarul cu aripi ca o „creatură cu chip frumos”.
Un fragment din colecția de legende Sahih al-Bukhari îl descrie astfel pe Buraq:
„Apoi, un animal alb, care era mai mic decât un catâr și mai mare decât un măgar, mi-a fost adus ... Pasul animalului (era atât de lat încât) ajungea la cel mai îndepărtat punct aflat în raza de vedere a animalului.”—Muhammad al-Bukhari, Sahih al-Bukhari
Un altul îl descrie pe Buraq mai în detaliu:
„Apoi, el [Gabriel] l-a adus pe Buraq, cu chip frumos și înșeuat, o fiară albă și înaltă, mai mare decât măgarul, dar mai mică decât catârul. El putea să-și plaseze copitele la marginea cea mai îndepărtată a privirii sale. Avea urechi lungi. Ori de câte ori se îndrepta spre un munte, picioarele sale din spate se lungeau și ori de câte ori cobora picioarele sale din față se lungeau. El avea două aripi pe coapse care îi confereau putere picioarelor.

El s-a ridicat în două picioare atunci când Mohamed a venit să-l încalece. Îngerul Jibril (Gabriel) și-a pus mâna pe coama lui și i-a spus: „Nu ți-e rușine, Buraq? Prin voia lui Allah, nimeni din toată creația lui nu te-a călărit și nimeni nu-i este mai drag lui Allah decât el.” Auzind aceasta, el [calul] a fost atât de rușinat că a transpirat până ce s-a înmuiat și a stat liniștit astfel încât Profetul l-a încălecat.”
În primele descrieri nu există nici un acord cu privire la sexul lui Buraq. El este considerat de obicei de sex masculin, dar Ibn Sa'd susține că Gabriel i se adresează ca unei femei, iar din acest motiv calul a fost reprezentat de multe ori de către pictori cu un cap de femeie. Faptul că „al-Buraq” este o iapă este menționat, de asemenea, în cartea The Dome of the Rock, în capitolul „The Open Court”, și pe vinieta de pe pagina de titlu a cărții Palestine in Picture and World a lui Georg Ebers.

## Călătoria în al Șaptelea Cer

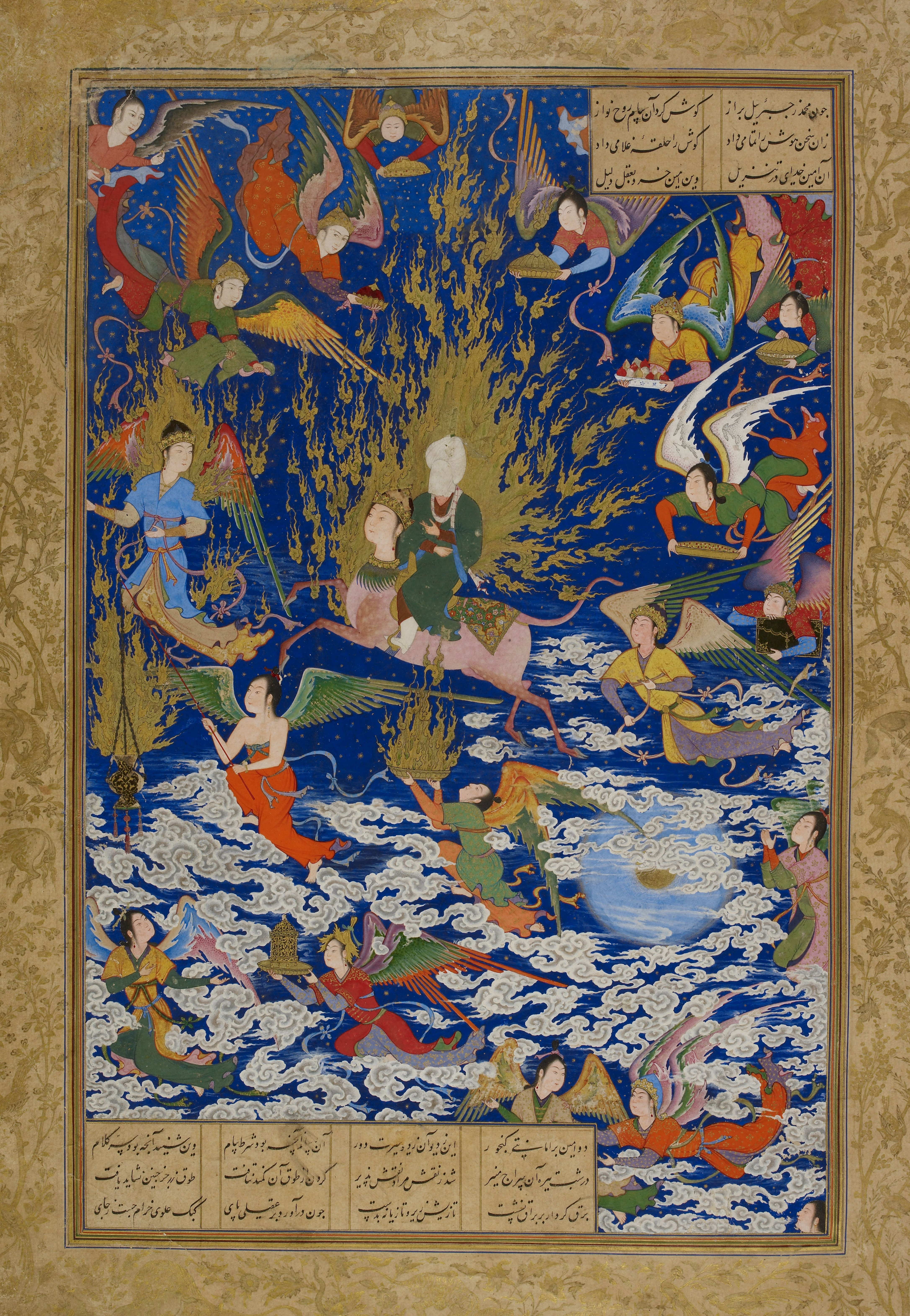
Mohamed se înalță la cer (mi'raj) într-o miniatură persană

Potrivit Islamului, Călătoria de Noapte a avut loc la zece ani după ce Mohamed a devenit profet, în cursul secolului al VII-lea. Mohamed se afla în orașul său natal, Mecca, la casa vărului său (casa lui Ummu Hani' binti Abu Talib). După aceea, profetul Mohamed a mers la Masjid al-Haram. În timp ce se odihnea la Kaaba, îngerul Jibril (Gabriel) i-a apărut, fiind însoțit de Buraq. Mohamed l-a încălecat pe Buraq și, alături de Gabriel, a călătorit la „moscheea cea mai îndepărtată”. Locația acestei moschei nu a fost niciodată precizată în mod explicit, dar ea este considerată, în general, a fi Moscheea Al-Aqsa (Muntele Templului) din Ierusalim. Această moschee este uneori confundat cu Cupola Stâncii care a fost construită în 691, la 49 de ani după moartea lui Mohamed. În acest loc, el a descălecat de pe Buraq, s-a rugat și a încălecat pe Buraq, care l-a dus în mai multe ceruri pentru a-i întâlni mai întâi pe profeții anteriori și apoi Dumnezeu (Allah). Dumnezeu l-a instruit pe Mohamed să le spună adepților săi că ei trebuie să se roage de cincizeci de ori pe zi. La îndemnul lui Moise (Musa), Mohamed s-a întors la Dumnezeu și în cele din urmă a obținut ca rugăciunile să fie rostite de zece ori și apoi de cinci ori pe zi. Buraq l-a transportat apoi pe Mohamed la Mecca.

## Avraam
Potrivit lui Ibn Ishaq, Buraq l-a transportat pe Avraam (Ibrahim), atunci când a vizitat-o pe soția lui, Hajera sau Hagar, și pe fiul lui, Ismaail sau Ismael. Tradiția afirmă că Avraam a trăit cu o soție, Sarah, în Siria, dar Buraq l-a transportat dimineața la Mecca pentru a-și vedea familia de acolo și l-a dus înapoi seara la soția lui din Siria.

## Zidul de Vest

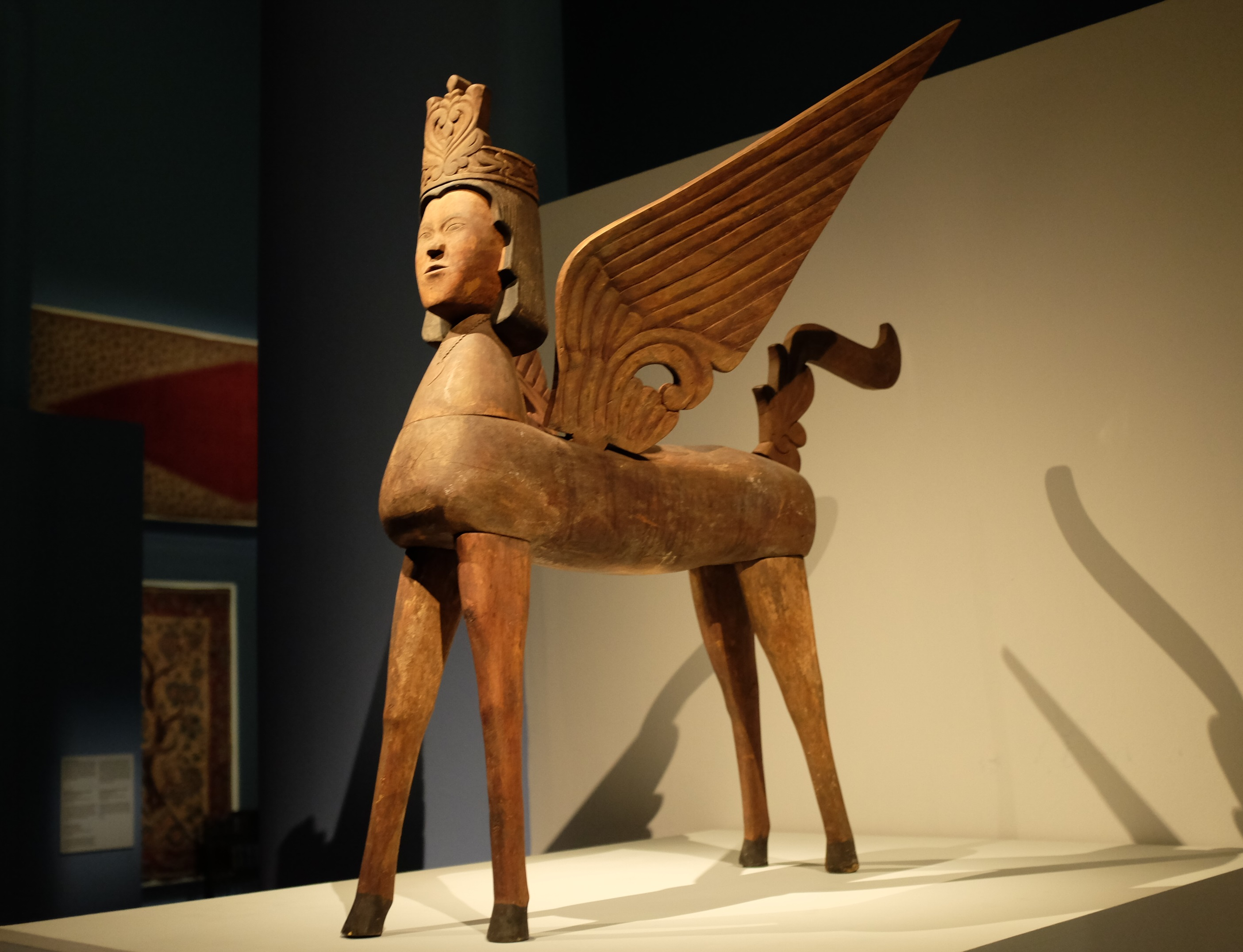
Sculptura lui Buraq unică pentru musulmanii din Mindanao

Mai mulți învățați și scriitori precum Ibn al-Faqih, Ibn Abd Rabbih și Abd al-Ghani al-Nabulsi au sugerat locuri unde se presupune că Buraq ar fi fost priponit, iar majoritatea acestor locuri se află aproape de colțul sud-vestic al locului sacru islamic din Ierusalim. Cu toate acestea, timp de mai multe secole, locul preferat a fost moscheea al-Buraq, chiar în zid, la capătul de sud al pieței Zidului de Vest. Moscheea se află deasupra un vechi pasaj care ducea odată la Poarta lui Barclay al cărei prag superior rămâne vizibil sub poarta Maghreb. Din cauza apropierii de Zidul de Vest, zona de lângă perete a fost asociată cu Buraq cel puțin începând din secolul al XIX-lea.
Atunci când un evreu britanic a cerut autorităților egiptene în 1840 permisiunea de a repava terenul din fața Zidului de Vest, guvernatorul Siriei a scris:
Este evident dintr-o copie a procesului-verbal al deliberărilor Consiliului Consultativ din Ierusalim că locul pentru care evreii au cerut permisiunea să-l paveze se învecinează cu peretele Haram al-Sharif și, de asemenea, cu locul în care Buraq a fost priponit, și este inclus în carta de donație a lui Abu Madyan, fie ca Dumnezeu să-i binecuvânteze memoria; că evreii nu au făcut niciodată reparații în acel loc în trecut. ... Prin urmare, evreii nu trebuie să primească permisiunea de a pava acel teren.
Carl Sandreczki, însărcinat cu elaborarea unei liste de nume de locuri pentru Charles Wilson în 1865, a raportat că strada care duce la Zidul de Vest, inclusiv partea de lângă perete, a aparținut Hosh (țarcului) lui al Burâk, „nu Obrâk, nici Obrat”. În 1866 orientalistul și consulul prusac Georg Rosen a scris: „Arabii numesc Obrâk întreaga lungime a zidului de la Zidul Plângerii al evreilor, spre sud, până la casa lui Abu Su'ud și spre nord până la substructura Mechkemeh [tribunalul Shariah]. Obrâk nu este, așa cum s-a susținut anterior, o denaturare a cuvântului Ibri (evrei), ci pur și simplu pronunția neoarabă a lui Bōrâk, ... care, în timp ce (Mohamed) era la rugăciune la sfânta stâncă, se spune că a fost priponit de el în interiorul zidului din locația menționată mai sus.”
Numele Hosh al Buraq a apărut pe hărțile lui Wilson din 1865, în edițiile sale revăzute din 1876 și 1900, precum și pe alte hărți de la începutul secolului al XX-lea. În 1922, Consiliul Pro-Ierusalim l-a acordat unei străzi.
Asocierea zonei Zidului de Vest cu Buraq a jucat un rol important în disputele cu privire la locurile sfinte în perioada mandatului britanic asupra Palestinei.

## Impactul cultural
- În Turcia, Burak este un nume masculin obișnuit.
- Două companii aeriene au fost denumite după Buraq: Buraq Air din Libia și fosa Bouraq Indonesia Airlines din Indonezia (închisă în 2006).
- „El-Borak” este un pirat din romanul The Sea Hawk al lui Rafael Sabatini; „El Borak” este un personaj din povestirile lui Robert E. Howard. Ambele sunt numite astfel pentru viteza și reflexele lor.
- Vehiculul aerian pakistanez NESCOM Burraq a fost numit după Buraq.
- Provincia indoneziană Aceh a adoptat imaginea lui Buraq ridicat pe picioarele din stema oficială a guvernului provinciei.[16]
- Tancul iranian Boragh este numit după el.
- O companie petrolieră malaeziană este numită Buraq Oil.[17]
- Nava maritimă Al Buraq este deținută de AMPTC